# 스카이 크리스탈
팬택 스카이 크리스탈(Pantech SKY Crystal)은 팬택이 2009년 9월 23일에 출시한 피처폰이다. 젊은 여성층을 겨냥한 폴더형 피처폰으로, 팬택 스카이 네온사인의 후속 기종이다. 지상파 DMB 대신 FM 라디오 수신기를 내장하고 있다.

## 특징
팬택은 이 기종에 대해 다음과 같은 특징을 내세우고 있다.
- 다이아몬드 패턴의 독특한 사출 기법으로 만든 전면 부분
- 숫자 자판과 4방향 메뉴 버튼에도 다이아몬드 패턴을 적용
- 전면 LED 라이팅 기능
- 상대방과 주고 받은 문자 메시지 내역을 메신저처럼 확인 할 수 있는 메시지 채팅 모드 기능
- 스마트 에티켓, MP3 플레이어, 전자사전, 지하철 노선도 등의 다양한 기능